# 청도 조씨
청도 조씨(淸道曺氏)는 경상북도 청도군을 본관으로 하는 한국의 성씨이다. 시조는 조선에서 사직(司直)을 지낸 조중도(曺仲道)이다.

## 참고 자료
- “청도조씨(淸道曺氏)”. 뿌리를 찾아서.[깨진 링크(과거 내용 찾기)]